# 일라이 "페이퍼보이" 리드
일라이 "페이퍼보이" 리드(영어: Eli "Paperboy" Reed)는 미국의 싱어송라이터이다.